# Плодоїд червоноволий
Плодоїд червоноволий (Pipreola frontalis) — вид горобцеподібних птахів родини котингових (Cotingidae). Мешкає в Андах.

## Опис

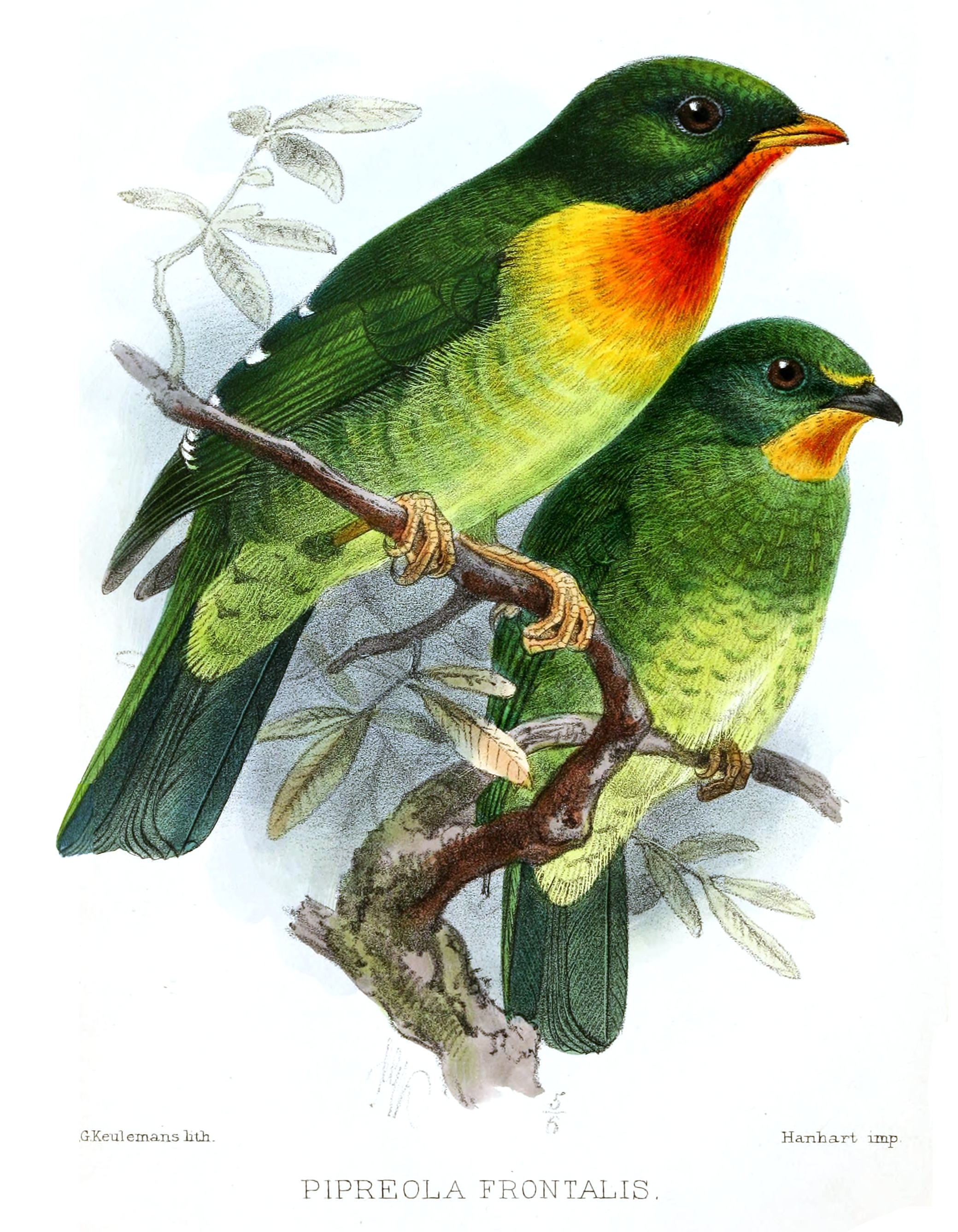
Пара червоноволих плодоїдів (самець зліва, самиця справа)

Довжина птаха становить 15,5-16,5 см, вага 39,5-45,3 г. Верхня частина тіла яскраво-зелена, третьорядні покривні пера крил мають білі кінчики. Горло і верхня частина грудей у самців яскраво-червоні, у самиць жовтувато-зелені, іноді поцятковані жовтими плямками. Лапи рожеві або оранжеві.

## Підвиди
Виділяють два підвиди:
- P. f. squamipectus (Chapman, 1925) — східні схили Анд в Еквадорі (на південь від Напо) і північному Перу (на південь до Сан-Мартіна);
- P. f. frontalis (Sclater, PL, 1859) — східні схили Анд в Перу (на південь від гір Кордильєра-Азул[es] і Серрос-дель-Сіра) на південь до центральної Болівії.

Деякі дослідники виділяють підвид P. f. squamipectus у окремий вид Pipreola squamipectus.

## Поширення і екологія
Червоноволі плодоїди мешкають в Еквадорі, Перу і Болівії. Вони живуть в середньому і верхньому ярусах вологих гірських тропічних лісів, на висоті від 1000 до 2300 м над рівнем моря. Живляться плодами.